# Conus pulicarius
Espèce
Sous-espèces de rang inférieur
- Conus pulicarius vautieri , Kiener, 1847

Statut de conservation UICN

 LC  : Préoccupation mineure
Conus pulicarius est un mollusque gastéropode marin faisant partie de la famille des conidae.

## Description
- Il a été décrit par Hwass in Bruguière en 1792.
- Coquille épaisse et lourde à spire basse avec un dernier tour court et gros se rétrécissant fortement à la base. L'épaulement est large et présente des tubercules proéminents arrondis. Couleur  blanche, parfois légèrement orange pâle, à points allongés noirs voire brun rougeâtre.
- Taille = max. 60 mm.

## Répartition
Océan Indien et Pacifique occidental (Taïwan).

## Habitat
Eaux peu profondes.

## Synonymie
- Conus fustigatus,Hwass in Bruguière (1792)[1]
- Cucullus punctulatus, Röding (1798)[1]

## Remarque
Ce coquillage a reçu son nom à la fin du XVIIIe siècle, lorsque les puces étaient plus actives chez l'homme qu'aujourd'hui.